# Mullsjö
Mullsjö grad je u Švedskoj. Grad ima 5.452 stanovnika (2010).

## Ostali projekti
|  | Zajednički poslužitelj ima još gradiva o temi Mullsjö |